# Владо Илијевски
Владо Илијевски (Струмица, СФРЈ, 19. јануар 1980) је бивши македонски кошаркаш. Играо је на позицији плејмејкера.

## Каријера
Кошарку је почео да игра у екипи Неметали Струмица, да би касније играо у средњој школи Ст. Томас Аквинас у Конектикату. Прве озбиљније професионалне кораке 1998. године направио је у Партизану. Са црно-белима је играо до децембра 2000. године након чега одлази у турску Анталију до краја те сезоне. После тога две је године провео у Унион Олимпији, са којом је заиграо у АБА лиги и Евролиги, а од сезоне 2003/04. до 2005. имао је врло важну улогу у Барселони (прву сезону 12 поена у АЦБ лиги, 9,9 у Евролиги, другу сезону 11,1 поен у АЦБ лиги, а 9,7 у Евролиги).
Наредних сезону и по је провео у Роми, након чега у јануару 2007. потписује за Виртус Болоњу (12,5 поена у Серији А), а у сезони касније за Монтепаски Сијену. У сезони 2008/09. поново се вратио у Унион Олимпију (у АБА лиги 15,8 поена и 4,5 асистенција, у Евролиги 13,5 поена и 2,7 асистенција), но у јануару 2009. одлази у Саски Басконију (тадашњу Таукерамику). Ту је остао до краја сезоне, након чега поново две године са двоцифреним просеком поена игра у Олимпији, док је у сезони 2011/12. играо у Анадолу Ефесу и Локомотиви Кубањ.
За сезону 2012/13. потписује уговор са Цедевитом, потом једну сезону игра за Нимбурк (осваја Првенство и Куп) да би у сезони 2014/15. поново заиграо у Хрватској, овога пута у Цибони. У сезони 2015/16. играо је за италијанског друголигаша Орландину, а своју последњу сезону одиграо је Работничком након чега је објавио крај играчке каријере.
Илијевски је био дугогодишњи репрезентативац Македоније. У највећем успеху македонске кошарке кад је њихова репрезентација на Евробаскету 2011. завршила као четврта имао је велику улогу. У 11 утакмица у просеку је бележио 10 поена, 2,2 скока и 3,3 асистенције за 37,5 минута.

## Успеси

### Клупски
- Партизан:
  - Куп СР Југославије (2): 1999, 2000.
- Унион Олимпија:
  - Јадранска лига (1): 2001/02.
  - Првенство Словеније (1): 2001/02.
  - Куп Словеније (4): 2002, 2003, 2010, 2011.
  - Суперкуп Словеније (2): 2009, 2010.
- Барселона:
  - Првенство Шпаније (1): 2003/04.
  - Суперкуп Шпаније (1): 2004.
- Монтепаски Сијена:
  - Првенство Италије (1): 2007/08.
  - Суперкуп Италије (1): 2007.
- Саски Басконија:
  - Куп Шпаније (1): 2009.
- Нимбурк:
  - Првенство Чешке (1): 2013/14.
  - Куп Чешке (1): 2014.